# Jaime Droguett
Jaime Joel Droguett Diocares (Temuco, Chile, 28 de agosto de 1988), es un futbolista chileno que actualmente milita en el Deportes Rengo de la Segunda División de Chile. Es hermano del exfutbolista Hugo Droguett.

## Clubes
| Club                  | País   | Año       |
| --------------------- | ------ | --------- |
| Tecos A               | México | 2008      |
| Provincial Osorno     | Chile  | 2009      |
| Iberia                | Chile  | 2010      |
| Unión Temuco          | Chile  | 2011-2012 |
| Trasandino            | Chile  | 2013      |
| San Antonio Unido     | Chile  | 2013-2014 |
| Unión San Felipe      | Chile  | 2014-2016 |
| Coquimbo Unido        | Chile  | 2016      |
| Unión San Felipe      | Chile  | 2016-2017 |
| Deportes Puerto Montt | Chile  | 2018      |
| Deportes Rengo        | Chile  | 2023-Act. |

- Datos: Q5925001